# WRC 5
WRC 5 est un jeu vidéo de course développé par Kylotonn Games et édité par Bigben Interactive, reprenant le championnat du monde des rallyes 2015. Il est sorti le 9 octobre 2015 sur PC, PlayStation 3, PlayStation 4, Xbox 360, Xbox One et PlayStation Vita.

## Liste des voitures
| WRC        | Citroën DS 3 WRC Ford Fiesta RS Hyundai i20 WRC Volkswagen Polo R WRC                                             |
| WRC 2      | Citroën DS 3 R5 Ford Fiesta RRC MINI JCW S2000 Mitsubishi Evo X Peugeot 208 T16 Škoda Fabia R5 Subaru Impreza WRX |
| Junior WRC | Citroën DS 3 R3-Max                                                                                               |

## Liste des rallyes
13 rallyes sont disponibles dans le jeu:
- Rallye Monte-Carlo
- Rallye de Suède
- Rallye du Mexique
- Rallye d'Argentine
- Rallye du Portugal
- Rallye de Sardaigne
- Tour de Corse
- Rallye de Catalogne
- Rallye de Pologne
- Rallye de Finlande
- Rallye d'Allemagne
- Rallye de Grande-Bretagne
- Rallye d'Australie

## Accueil
- Canard PC : 5/10[3]